# Marshfield (Massachusetts)
Pour les articles homonymes, voir Marshfield.
Marshfield est une ville de l’État du Massachusetts, au nord-est des États-Unis d’Amérique. La commune compte 25 132 habitants en l’an 2010. 

## Personnalités
- Peregrine White (1620, 1704), premier enfant né parmi les Pères pèlerins.
- Ralph Fletcher (1953-), écrivain de littérature pour enfants et pour jeunes adolescents, est né à Marshfield.